# Самородов Максим Іванович
Максим Іванович Самородов (29 червня 2002, Актобе, Казахстан) — казахський футболіст, нападник клубу «Актобе» та збірної Казахстану.

## Клубна кар'єра
Вихованець актюбінського футболу. Футбольну кар'єру розпочав у 2019 році у складі клубу «Актобе». 5 жовтня 2019 року у матчі проти алматинського «Кайрата» дебютував у казахстанській Прем'єр-лізі. 2 липня 2021 року в матчі проти уральського Акжайик забив свій перший гол і дубль у вищому дивізіоні, який приніс перемогу команді (2:1).

## Кар'єра у збірній
17 березня 2021 року вперше отримав виклик до збірної Казахстану головним тренером Талгатом Байсуфіновим для участі у матчах відбірного турніру чемпіонату світу 2022 року проти збірних Франції та України. 28 березня 2021 дебютував за збірну Казахстану у віці 18 років у домашньому матчі другого туру відбіркового турніру чемпіонату світу 2022 проти збірної Франції (0:2), вийшовши на заміну на 83-й хвилині замість Руслана Валіулліна.
Самордов забив свій перший гол за збірну у матчі відбору на Євро-2024 проти Словенії, який завершився домашньою поразкою з рахунком 1:2.

## Досягнення
«Актобе»
- Срібний призер Чемпіонату Казахстану: 2022
- Переможець Першої ліги : 2020